# ماروتولانا (آمبانجا)
ماروتولانا (به لاتین: Marotolana) یک منطقهٔ مسکونی در ماداگاسکار است که در بخش امبانجا واقع شده‌است. ماروتولانا ۱۰٬۵۳۸ نفر جمعیت دارد و ۱۴۳ متر بالاتر از سطح دریا واقع شده‌است.